# RealBasic
REALbasic (RB) é um dialeto orientado a objeto da linguagem de programação BASIC, desenvolvida e comercializada pela REAL Software, Inc, de Austin, Texas, para Mac OS X, Microsoft Windows e Linux 32-bit x86.